# Desert Rose (Sting-dal)
A Desert Rose című kislemez Sting brit popénekes kislemeze a Brand New Day című albumáról, 1999-ből. A single a 3. helyezést érte el Svájc kislemez listáján, 4. volt Olaszországban, 15. helyezést érte el az Egyesült Királyság kislemez listáján és 17. lett az amerikai Billboard Hot 100 listán.

## A dal
A dal egy duett, amelyet Sting egy algériai raï énekessel, Cheb Mami-val ad elő, ezzel világzene hangulatot adnak a számnak. A dal videóklipje népszerű volt megjelenésekor, benne Sting egy Jaguar S típusú autóval utazik a sivatagon keresztül, betér egy nightklubba és ott éneklik el közösen a dalt Cheb Mamival. Miután a klip elkészült, Sting menedzsere, Miles Copeland III. szerződést kötött a Jaguar autógyárral, amely szerint a gyár a 2000-es évben nagyobb televíziós hirdetéseiben szerepelteti a videóklipet.
A kislemez tartalmazza Victor Calderone remixét is. A dal egyik remix verziója szerepelt egy alternatív videóklipben.
A dal szövegét Frank Herbert regénye, a A Dűne inspirálta, amelynek Sting nagy rajongója. Az énekes szerepelt az 1984-ben készült filmadaptációban, a gonosz Feyd-Rautha szerepét alakította.

## A videóklip
A dal megszületésekor az énekesnek nehéz volt elérnie, hogy dalait lejátsszák a rádióállomások és kicsi volt az esély arra, hogy az MTV-re felkerüljön a dal. Emiatt nehéz volt promotálni az új felvételt. Sting akkori managere, Miles Copeland talált egy új módszert a dal reklámozására, amely sikerre vitte azt. Amikor a videófelvételt készítették, szükség volt egy elegáns autóra, amelyben Sting utazik, a sivatagon keresztül, hogy eljusson a klubba. A rendező javasolta az új Jaguar S-t és amikor a klip elkészült, Copeland úgy gondolta, hogy ez olyan, mint egy autóreklám. Elküldte a videóklipet a Jaguar hirdetési ügynökségének és megkérte őket, hogy készítsék el az autóreklámjukat és az autót ingyen használhassák fel a filmben. Az ügynökségnek tetszett az ötlet és a reklámokat úgy adták le, hogy a dalt is lejátszották közben. A dalra felfigyeltek a rádióállomások is és ezzel sikeres lett. A Jaguarnak is egy jó reklám lett a klip, egy sikerdalt használtak hozzá, emiatt az emberek szívesebben vették meg ezt a típust. Az eladások megugrottak, jellemzően fiatalabb vásárlóknak adtak el a gépkocsiból. Copeland és Sting egy új módját találta meg a dal népszerűsítésének.
A videóklip 1999 szeptemberében jelent meg, de csak 2000 márciusában lett népszerű, amikor a Jaguar reklám megjelent. A Top 10-be augusztusban került be.
A Jaguar-szerződés aláírása előtt, Sting lemezkiadója úgy tervezte, hogy körülbelül 1 millió darab lemezt fog eladni, 1.8 millió dollár bevételt terveztek, ebből 800.000 dollár a videóklip elkészítésének költsége. A Jaguar körülbelül 8 millió dollárt fizetett a reklámidőre, amely promotálta a dal, minden alkalommal, amikor lejátszották. Az album végül 4 millió példányban kelt el.

## Dallista
Egyesült Királyság CD1 (497 240-2)
1. "Desert Rose (rádiós megjelenés)" – 3:55
2. "If You Love Somebody Set Them Free" (élő felvétel a Universal Amphitheatre-ből, Los Angelesből) – 4:27
3. "Fragile" (élő felvétel a Universal Amphitheatre-ből, Los Angeles) – 4:10
4. "Desert Rose" video (CD-ROM)

Egyesült Királyság CD2 (497 241-2)
1. "Desert Rose (Melodic Club Mix rádiós megjelenés)" – 4:47
2. "Desert Rose (Melodic Club Mix)" – 9:21
3. "Desert Rose (Filter Dub Mix)" – 5:21
4. "Desert Rose (Melodic Club Mix)" video (CD-ROM)

Egyesült Királyság 12" (497 241-1)
1. "Desert Rose (Melodic Club Mix)"
2. "Desert Rose (Filter Dub Mix)"
3. "Desert Rose" (eredeti)

Amerikai CD (0694973212)
1. "Desert Rose (rádiós megjelenés)" – 3:54
2. "Desert Rose (Melodic Club Mix rádiós megjelenés)" – 4:44
3. "Brand New Day (Murlyn Extended Mix)" – 5:01
4. "Brand New Day (Murlyn Radio Mix)" – 3:54

Európai CD (497 233-2)
1. "Desert Rose (rádiós megjelenés)" – 3:54
2. "Desert Rose (Melodic Club Mix)" – 9:20
3. "Desert Rose (Melodic Club Mix rádiós megjelenés)" – 4:44
4. "Brand New Day (Murlyn Mix) – 5:01
5. "Brand New Day" video (CD-ROM)

## Helyezések
| Slágerlista (2000)                                | Legmagasabb helyezés |
| ------------------------------------------------- | -------------------- |
| Svájc kislemez listája                            | 3                    |
| Amerika Billboard Hot Adult Top 40 lista          | 3                    |
| Olaszország kislemez listája                      | 4                    |
| Amerika Billboard Hot Dance Music/Club Play lista | 5                    |
| Ausztria kislemez listája                         | 6                    |
| Franciaország kislemez listája                    | 6                    |
| Belgium (vallon) kislemez listája                 | 7                    |
| Egyesült Királyság kislemez listája               | 15                   |
| Amerika Billboard Hot 100 listája                 | 17                   |
| Amerika Billboard Pop 100 lista                   | 19                   |
| Amerika Billboard felnőtt kortárs lista           | 22                   |
| Írország kislemez listája                         | 27                   |
| Hollandia kislemez listája                        | 29                   |

| Év végi slágerlista (2000) | Helyezés |
| -------------------------- | -------- |
| Amerika Billboard Hot 100  | 50       |

| „                                              | Boldog voltam és meglepődött, hogy a dal ilyen jól teljesített. A lemezkiadó egyik embere azt tanácsolta, hogy vegyük ki belőle az arab nyelvű bevezető részt. Ezt mondta: "Soha nem lesz Amerikában sikeres, hogyha benne hagyod ezt a fura bevezető részt, az emberek nem szeretik az ilyenfajta dolgokat. Szóval, számoltam a kockázattal és boldog vagyok, hogy bebizonyítottam, az illető tévedett. Visszanézve, ez a nem szokványos bevezető volt az, ami megfogta az embereket, mert ettől lett lenyűgöző a dal ritmusa és a hangzása. | ” |
| – Sting nyilatkozata a Saga nevű brit rádiónak | |   |